# プロセッコ

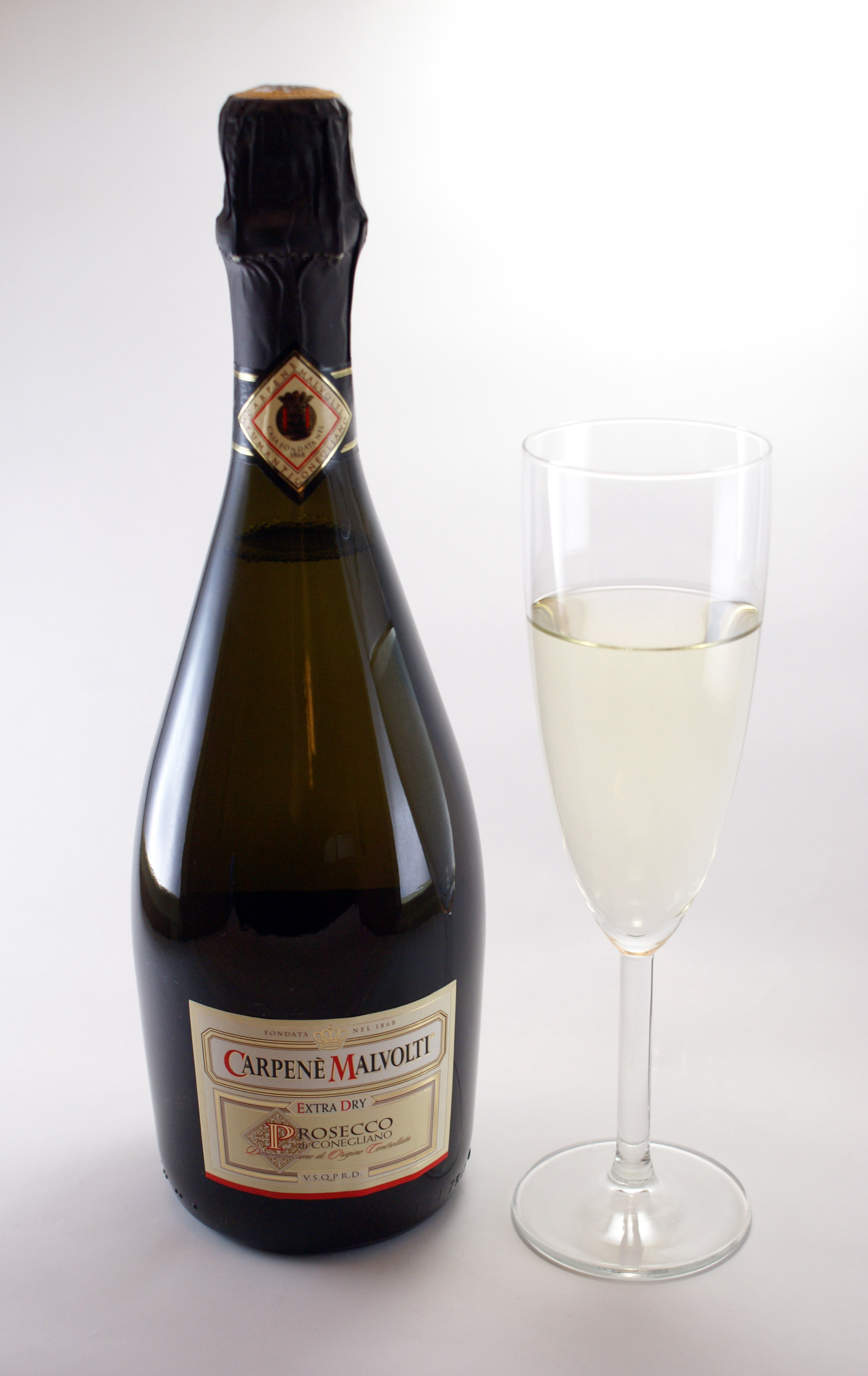
プロセッコ

プロセッコ（Prosecco）はイタリア・ヴェネト州、(フリウリヴェネチアジューリア州)で作られる白のスパークリングワイン。通常、DOCワイン、プロセッコ・ディ・コネリアーノ（Prosecco di Conegliano）のことを指す。プロセッコ・ディ・コネリアーノ・ヴァルドッビアーデネ（Prosecco di Conegliano-Valdobbiadene）と言う場合もある。
ブドウ品種は、グレーラ種が主に使われ、15%以下で他の品種使用可能。
ヴェネツィアの北にあるコネリアーノ、ヴァルドッビアーデネなどの地域で生産される。熟成が遅く、少し苦みのある後味の、ドライなスパークリング・ワイン（スプマンテ）やセミ・スパークリング（フリザンテ）に使用される。
現在、「プロセッコ」と言う名称は、欧州連合の原産地名称保護制度で保護されており、コネリアーノ、ヴァルドッビアーデネのプロセッコ品種のみで生産されたワインにのみ使用することが出来る。
イタリア最大のサイクルロードレースであるジロ・デ・イタリアの総合表彰台に登った者やステージ優勝者が行うシャンパンファイトではシャンパンの代わりにプロセッコが用いられる。